# Возианов, Сергей Георгиевич
Серге́й Гео́ргиевич Возиа́нов (24 января 1952, Москва, СССР) — советский и российский тележурналист и телеведущий.

## Биография
С 1958 по 1968 год учился в школе № 220. После средней школы он учился в Балетном училище при Большом театре, затем два года в Московском инженерно-строительном институте. Служил в армии.
В 1979 году окончил факультет журналистики МГУ им. Ломоносова.
С 1972 по 1991 год работал в агентстве ТАСС, где специализировался на освещении деятельности высших партийных и государственных органов.
С 1991 по 2000 год работал в программе «Вести»: с 1991 по 1996 год — ведущий, в 1996 году — собственный корреспондент РТР в Австрии. Делал репортажи в дни августовского путча.
С осени 1996 года был главным редактором дня Службы подготовки и выпуска программ телеканала РТР. С 1997 по 1999 год являлся ведущим выпусков «Вестей» на телеканале «Культура».
Далее по приглашению Ирены Лесневской работал шеф-редактором службы информации телекомпании REN-TV, затем — исполняющим обязанности главного редактора газеты «Экстра М». Некоторое время помогал Химкинскому телевидению.
С 2010 года работал в агентстве РИА Новости. Ведущий специалист отдела выставочных проектов.
Ведёт преподавательскую деятельность, читает курсы «Мастерство тележурналиста» и «Мастерство редактора» в Первой национальной школе телевидения.